# Comuna Heraskivka, Markivka
Heraskivka (în ucraineană Гераськівка) este o comună în raionul Markivka, regiunea Luhansk, Ucraina, formată din satele Heraskivka (reședința), Rudivka și Ternivka.

## Demografie
Componența lingvistică a comunei Heraskivka
     Ucraineană (96,22%)
     Rusă (3,65%)
     Alte limbi (0,13%)
Conform recensământului din 2001, majoritatea populației comunei Heraskivka era vorbitoare de ucraineană (96,22%), existând în minoritate și vorbitori de rusă (3,65%).